# Qurbê

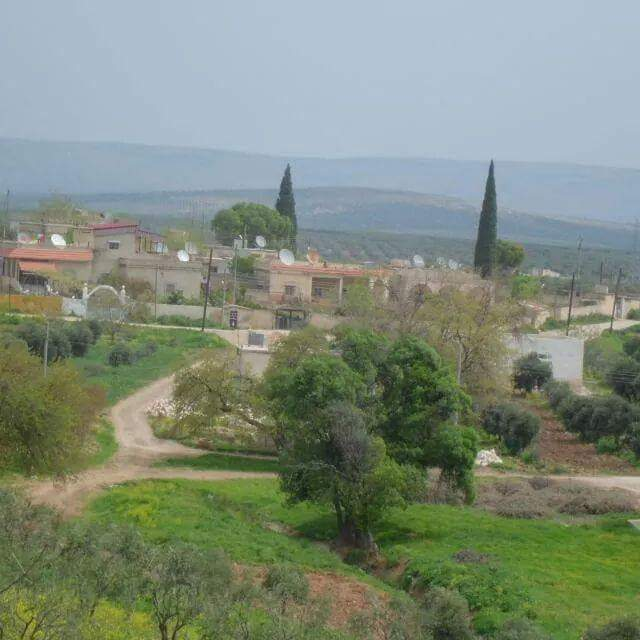
Blick auf das Dorf

Qurbê ist ein syrisches Dorf im Distrikt Afrin des Gouvernements Aleppo. Es hatte 2005 laut dem Zivilstandsregister 288 Einwohner.

## Lage
Das Dorf im Kurd-Dagh-Gebirge gehört administrativ zu Dschindires im Distrikt Afrin im Gouvernement Aleppo. Es liegt im nordöstlichen Teil der Dschindires-Ebene auf einer fruchtbaren Hochebene mit lehmigem Boden. Ein Bach durchquert es in südlicher Richtung, um den Afrin zu speisen. Das Dorf, das von Olivenbäumen umgeben ist, erstreckt sich über einen kleinen Hügel und eine umgebende Hochebene. Im Westen befindet sich ein archäologischer Hügel in der Nähe des Dorfes. Es wird im Norden von einem fruchtbaren Olivenhain und dem Dorf Qujûma, im Süden von einem sanften Hang und der Landstraße (Dschindires–Afrin) sowie dem Dorf Remadiyê begrenzt. Im Osten erstreckt sich ein fruchtbares Olivenfeld und das Dorf Sheikh Abdul Rahman (Kanî Gewrkê). Im Westen gibt es einen archäologischen Hügel in 500 Metern Entfernung sowie das Dorf Qîlê.

## Geschichte
Das Dorf hat etwa 20 Häuser und ist etwa 100 Jahre alt. Früher waren die Häuser im Dorf Wohnsitze für die Aghas und die diesen gehörenden Bauern. Seit 1930 gab es keine Aghas und abhängige Bauern mehr.

## Wirtschaft und Infrastruktur
Qurbê hat eine Grundschule und eine moderne technische Olivenpresse, die dem Staat, dem Ministerium für Landwirtschaft und Agrarreform, gehört. Die meisten Einwohner bauen Oliven, Getreide mit Regen und Bewässerung aus artesischen Brunnen, Sommergemüse und Obstbäume an und züchten Schafe und Kühe. Es ist über eine unbefestigte Straße mit dem Zentrum der Region verbunden. Zu den bedeutendsten Familien gehören die Familie Shelta, Familie Fleiss und Familie Almuhajir.